# Haute Église
Le mouvement Haute Église (High Church) est un courant de l'anglicanisme né dans l'Église d'Angleterre lors de la Restauration anglaise (1660-1688). Il désigne alors les fidèles qui militent pour l'observation rigide et précise des règles liturgiques sur la prière et le jeûne, et qui défendent la religion établie contre les tendances à la poursuite de la Réforme. Il tire son inspiration des politiques d'uniformisation religieuse qui avaient été mises en œuvre par l'archevêque de Cantorbéry William Laud entre 1633 et 1640. 
Le mouvement Haute Église s'oppose au courant évangélique anglican ancré dans le calvinisme de la confession de foi de Westminster et au courant latitudinaire qui souhaite que l'Église marque plus d'ouverture et de compréhension pour toutes les approches théologiques et liturgiques, y compris les non-conformistes. Par dérision, ces mouvements seront qualifiés de low church (« basse église ») et de broad church (« église large ») .
Le livre de la prière commune est fortement associé à la tradition de la Haute Église.
Dans l'usage actuel, une partie de la Haute Église est proche de l'anglo-catholicisme, un mouvement déterminé à développer la liturgie et le dogme dans une direction voisine de celle de l'Église catholique. Ce courant est né au XIXe siècle avec le mouvement d'Oxford d'Edward Bouverie Pusey, John Henry Newman et John Keble.
L'expression « Haute Église » est parfois également employée pour qualifier des courants aux conceptions voisines dans d'autres confessions, tant protestantes (notamment luthérienne, comme la Högkyrklighet en Suède) que non protestantes (cas de la Haute Église Libérale Indépendante Orthodoxe Syriaque, fondée par Mgr Paul Sanda).